# Leila Basen
Leila Basen est une scénariste et productrice canadienne.

## Filmographie
Comme scénariste
- 1981 : Au-delà de cette limite votre ticket n'est plus valable (Your Ticket Is No Longer Valid)
- 1982 : Killing 'em Softly
- 1985 : Discussions in Bioethics: If You Want a Girl Like Me
- 1987 : Street Legal (en) (série télévisée)
- 1989 : Les Contes d'Avonlea ("Road to Avonlea") (série télévisée)
- 1990 : Max Glick (série télévisée)
- 1991 : African Skies (série télévisée)
- 1992 : L'Odyssée fantastique ou imaginaire ("The Odyssey") (série télévisée)
- 1993 : Ready or Not (en) (série télévisée)
- 1997 : Riverdale (série télévisée)
- 1998 : Émilie de la nouvelle lune ("Emily of New Moon") (série télévisée)
- 1998 : Bob et Margaret ("Bob and Margaret") (série télévisée)
- 1999 : Ladies Room
- 2002 : Bliss (série télévisée)
- 2006 : Bon Cop, Bad Cop

Comme productrice